# Pearisburg
Pearisburg è un comune degli Stati Uniti d'America, situato nello Stato della Virginia, nella Contea di Giles, della quale è il capoluogo.